# Malý princ (film, 2015)
Malý princ (v francouzském originále Le Petit Prince) je francouzsky animovaný komediální film režiséra Kevina Limy a Chrise Bucka. Ve filmu hráli Jeff Bridges, Rachel McAdamsová, Paul Rudd, Bud Cort, Marion Cotillard, Benicio del Toro, James Franco, Ricky Gervais, Paul Giamatti, Riley Osborne, Albert Brooks a Mackenzie Foy.

## Obsazení
- Riley Osborne - Malý princ
- Jeff Bridges - letec
- Mackenzie Foy - dívka
- Rachel McAdamsová - matka
- James Franco - liška
- Marion Cotillard - růže
- Benicio del Toro - had
- Albert Brooks - businessman
- Bud Cort - král
- Paul Giamatti - učitel
- Marcel Bridges - ustaraný soused
- Jeffy Branion - policista